# Sinterklaas & Pakjesboot 13
Sinterklaas & Pakjesboot 13 is een Nederlandse avonturenfilm die op 19 oktober 2006 haar debuut maakte op dvd.

## Opzet
De ietwat futuristische film speelt zich af in de tijd voordat de Sint in Nederland aankomt, anders dan de meeste sinterklaasfilms. Een deel van de acteurs uit het eerste seizoen van De Club van Sinterklaas keerde terug voor deze film. Tevens is dit de laatste televisieproductie met Wegwijspiet, welke na deze film echt met pensioen is.

## Verhaal
Wanneer de Sint en zijn Pieten op weg zijn naar Nederland op hun nieuwe schip, Pakjesboot 13, zinkt het schip omdat het te zwaar beladen is. De Sint en zijn Pieten komen gelukkig heelhuids aan op het droge land, wat echter een onbewoond eiland blijkt te zijn. Ook blijkt een van zijn oudste en meest vertrouwde Pieten, Stafpiet, te ontbreken. Zal Sinterklaas en de Pietenclub zonder boot Nederland voor 5 december kunnen bereiken...?

## Rolverdeling
- Fred van der Hilst, als Sinterklaas
- Michiel Kerbosch, als Wegwijspiet
- Don van Dijke, als Chefpiet
- Dominique Engers, als Stafpiet
- Ralf Grevelink, als Computerpiet
- Stef de Reuver, als Regelpiet
- Boudewijn van Hulsen, als Scheepspiet
- Leo Punt, als Technische Piet
- Johan Goossens, als Checkpiet
- Chanella Hodge, als Pientere Piet
- Eddie Verbaarschot, als Pakjespiet
- Daphny Muriloff, als Stofpiet